# Tour de Fabrezan
La tour de Fabrezan est une tour située à Fabrezan, en France.

## Localisation
La tour est située sur la commune de Fabrezan, dans le département français de l'Aude.

## Historique
L'édifice est inscrit au titre des monuments historiques en 1951.